# 63 f.Kr.

## Händelser

### Efter plats

#### Romerska republiken
- Marcus Tullius Cicero blir konsul i Rom.
- Kung Juda Aristobulos II avlägsnas från makten i Judeen medan hans bror Johannes Hyrcanus II blir kung under romersk överhöghet, när Rom annekterar landet.
- Julius Caesar väljs till pontifex maximus.
- Cato d.y. blir folktribun.
- Catilina inleder en konspiration mot republiken.

## Födda
- 23 september – Augustus, romersk kejsare 27 f.Kr.–14 e.Kr.[1]
- Strabon, grekisk historiker, geograf och filosof
- Didymos Chalcenteros, grekisk vetenskapsman och grammatiker (född omkring detta år)
- Marcus Vipsanius Agrippa, romersk statsman och general
- Farnakes II, kung av Pontos

## Avlidna
- Publius Cornelius Lentulus Sura, en av Catilinas konspiratörer
- Mithridates VI, kung av Pontos sedan 120 f.Kr.
- Quintus Caecilius Metellus Pius, romersk pontifex maximus och general

### Fotnoter
1. ↑  Det hände i dag